# Сало (Финляндия)
Са́ло (фин. Salo) — город и волость на юге Финляндии, на реке Ускеланйоки (Uskelanjoki) (также известной как Салонйоки (Salonjoki)). Находится неподалёку от шоссе 1 (E18) Хельсинки-Турку, в 100 км от Хельсинки и в 50 км от Турку.

## История
Первое документированное упоминание о Сало относится к 1325 году. Поселение возникло как центр сельской торговли в месте, где "великая прибрежная дорога" пересекала реку Сало, которая обеспечивала проход к морю. В 1887 году Сало официально стал торговым городом, а в 1891 году — волостью, площадью — всего 0,65 км². В 1932 году территория волости возросла до 18 км², когда к Сало были присоединены части соседних волостей Ускелы и Халикко. В 1960 году Сало стал городом. В 67 году к Сало был присоединена волость Ускела, в 2009 году — волости Халикко, Киикала, Киско, Куусйоки, Муурла, Пернио, Перттели, Суомусъярви, Сяркисало.

## Статистика
На 1 января 2004 площадь города составляла 143,82 км², из них 143,39 км² земли, плотность населения 172,9 чел. на км².
На 31.12.2003 население города составляло 24 794 человек, из них 194 шведоговорящих, годовой прирост населения 0,4 %. Прогноз: на 2010 — 26 165 чел., на 2020 — 27 738 чел., на 2030 — 28 777 чел.
В 2002 году в городе проживали 12 491 человек трудоспособного возраста, из них 11 294 имели работу и 1 197 были безработными, уровень безработицы — 9,6 %.

## Промышленность
В Сало располагается компания Nordic ID — разработчик и производитель переносных RFID-считывателей.
Существовавший в городе многие годы завод по сборке телефонов Nokia был окончательно закрыт в конце июля 2012 года, а сокращение 2,3 тысячи рабочих предприятия Microsoft подвигли руководство города к призыву о централизованной помощи со стороны руководства страны.

## Достопримечательности
В городе есть несколько старинных церквей. В Сало основной церковно-приходской является церковь «Ускелан»(Uskelan kirkko), построенная в 1832 году хорошо известным архитектором Карлом Людвигом Энгелем. Помимо «Ускелан» в городе есть и более старые каменные церкви от 1400 года постройки в Пернио (Perniö), Халикко (Halikko) и Перттели (Pertteli).
Художественный музей, расположенный в бывшем локомотивном депо, представляет работы современных финских художников.

## Известные уроженцы
- Саули Ниинистё (род. 1948) — финский политик, президент (в 2012—2024 годах).
- Twilight Guardians — финская пауэр-метал группа.

## Телефоны и адреса
|                              | Телефон | Адрес, карта  |
| ---------------------------- | ------- | ------------- |
| Скорая, пожарные, полиция    | 112     |               |
| Полиция                      | 10022   | Kirkkokatu 1  |
| Такси                        | 0210041 |               |
| Дежурная аптека (8:30-21:00) |         | Vilhonkatu 14 |
| Налоговая                    |         | Hämeentie 9   |
| Alko                         |         | Vilhonkatu 14 |